# Iasna Poleana, Nova Odesa
Iasna Poleana (în ucraineană Ясна Поляна) este un sat în comuna Dîmivske din raionul Nova Odesa, regiunea Mîkolaiiv, Ucraina.

## Demografie
Componența lingvistică a localității Iasna Poleana
     Ucraineană (92,78%)
     Română (6,19%)
     Rusă (1,03%)
Conform recensământului din 2001, majoritatea populației localității Iasna Poleana era vorbitoare de ucraineană (92,78%), existând în minoritate și vorbitori de română (6,19%) și rusă (1,03%).